# Louis-Philippe Loncke

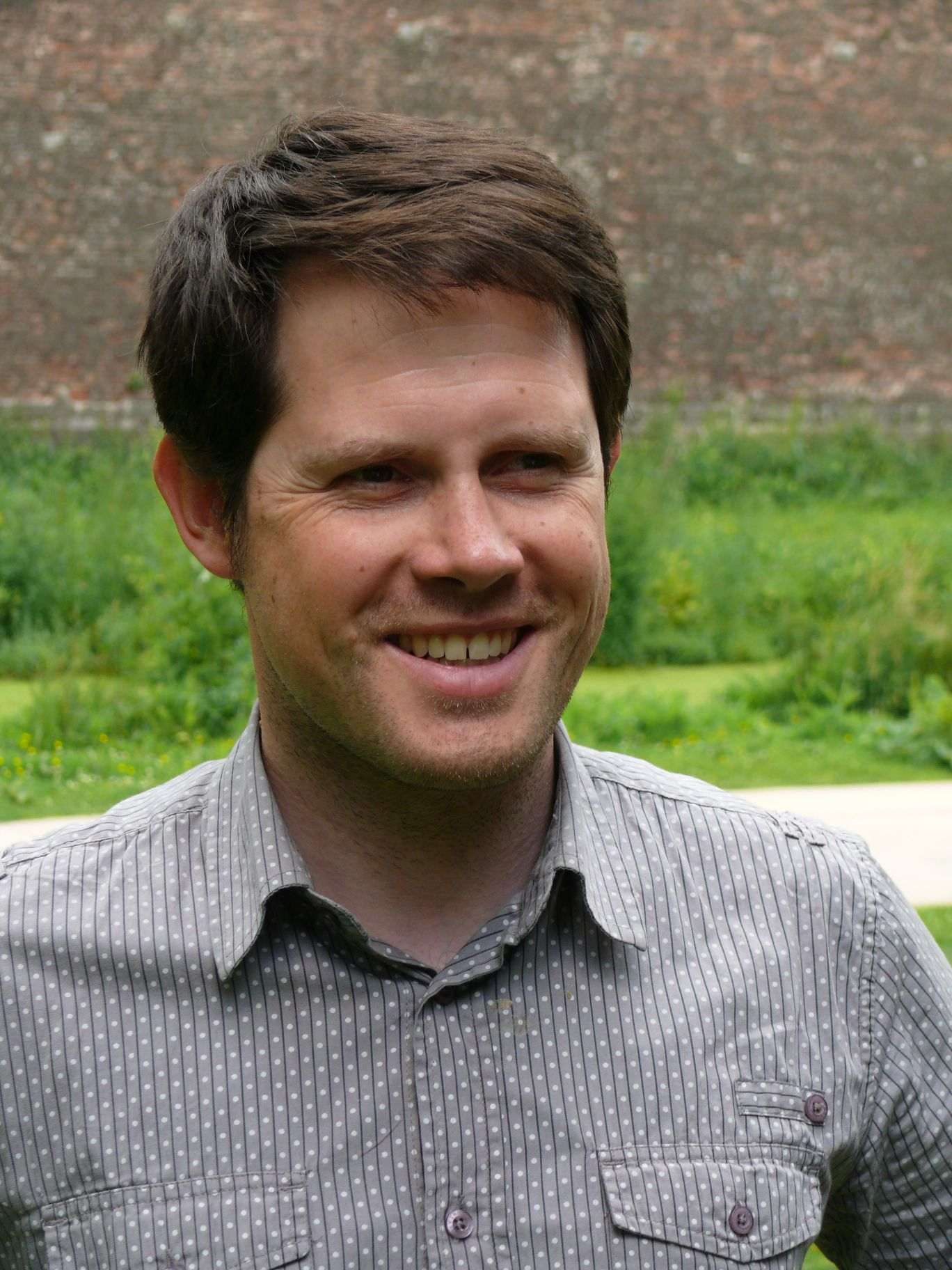
Louis-Philippe Loncke

Louis-Philippe Loncke (Moeskroen, 3 maart 1977) is een Belgische avonturier. Hij is vooral bekend van het te voet doorkruisen van onherbergzame gebieden zonder externe hulp.  

## Expedities

### Wereldpremières
- 2006 - Het Nationaal park West MacDonnell te voet oversteken (oost-west) zonder hulp.[1]
- 2008 - De Simpsonwoestijn te voet doorkruisen in de lengte (noord-zuid) zonder hulp.[2]
- 2010 - IJsland te voet doorkruisen zonder hulp tussen extreme breedtegraden in de zomer[3][4][5]
- 2011 - BelgiKayak, kayakken rond België[6][7][8]
- 2012 - Polen doorkruisen. Mount Rysy beklimmen en de Vistula rivier kajakken tot de Oostzee.[9]
- 2013 - Expeditie Titikayak bijna 1100km kajakken langs de oevers van het Titicacameer.[10]
- 2015 - Het Death Valley National Park te voet doorkruisen (noord-zuid) zonder hulp.[11]
- 2016 - De zoutvlaktes Salar de Coipasa en Salar de Uyuni te voet oversteken van Sabaya to Uyuni.[12]
- 2018 - Tasmanië Winter Trek. Van noord naar zuid doorkruisen van Tasmanië tijdens de australe winter, zonder voedsel- of gastoevoer, zonder gebruik te maken van wegen en alleen te slapen in een tent.[13][14][15]
- 2020 - De Pyreneeën oversteken van de Atlantische Oceaan naar de Middellandse Zee, zonder bevoorrading, zonder hulp en alleen slapend in een tent; en de top van de Pico Aneto beklimmen. De route volgt een variant van de Haute Randonnée Pyrénéenne.[16][17]
- 2021 - De Kungsleden te voet en met packraft oversteken zonder hulp.[18][19]
- 2023 - GTA2023. De Franse Alpen oversteken van de Middellandse Zee naar het Meer van Genève, zonder bevoorrading, zonder hulp en alleen slapend in tenten. Hij volgde de Grande Traversée des Alpes (GTA) van Nice naar Thonon-les-Bains.[20][21][22][23][24]

### Wetenschappelijke, culturele en andere expedities
- 2009 - Chocolade Sherpa-expeditie naar het Everest-basiskamp[25][26]
- 2013 - Clipperton eiland expeditie. Verzamelen bodemmonster in ondiep water om het microbieel milieu en foraminifera te bestuderen.[27][28][29]
- 2013 - Salar trek expeditie. Hij probeerde - maar faalde - om de Salar de Coipasa en de Salar d'Uyuni in volledige autonomie te voet over te steken.[30][31]
- 2016 - Te voet door de Simpsonwoestijn met een rugzak van Old Andado tot Poeppel Corner.[32][33]

## Challenges
- 2020 - Het equivalent van de Everest beklimmen op de Montagne de Bueren in Luik.[34][35]
- 2021 - Confined in my Tent: Leven gedurende 1 week hangend op een platform van 5m² 10 meter boven de grond.[36][37]
- 2022 - Snelheidsrecord zonder hulp op de Wandelroute GR70[38][39]

## Films
Vanaf 2021 begon hij films te produceren over zijn expedities en uitdagingen. De films worden online uitgebracht of vertoond op festivals.
- 2021 - The Mad Belgian: Keep walking[40]
- 2022 - The Mad Belgian: Confined in My Tent[41]

## Onderscheidingen

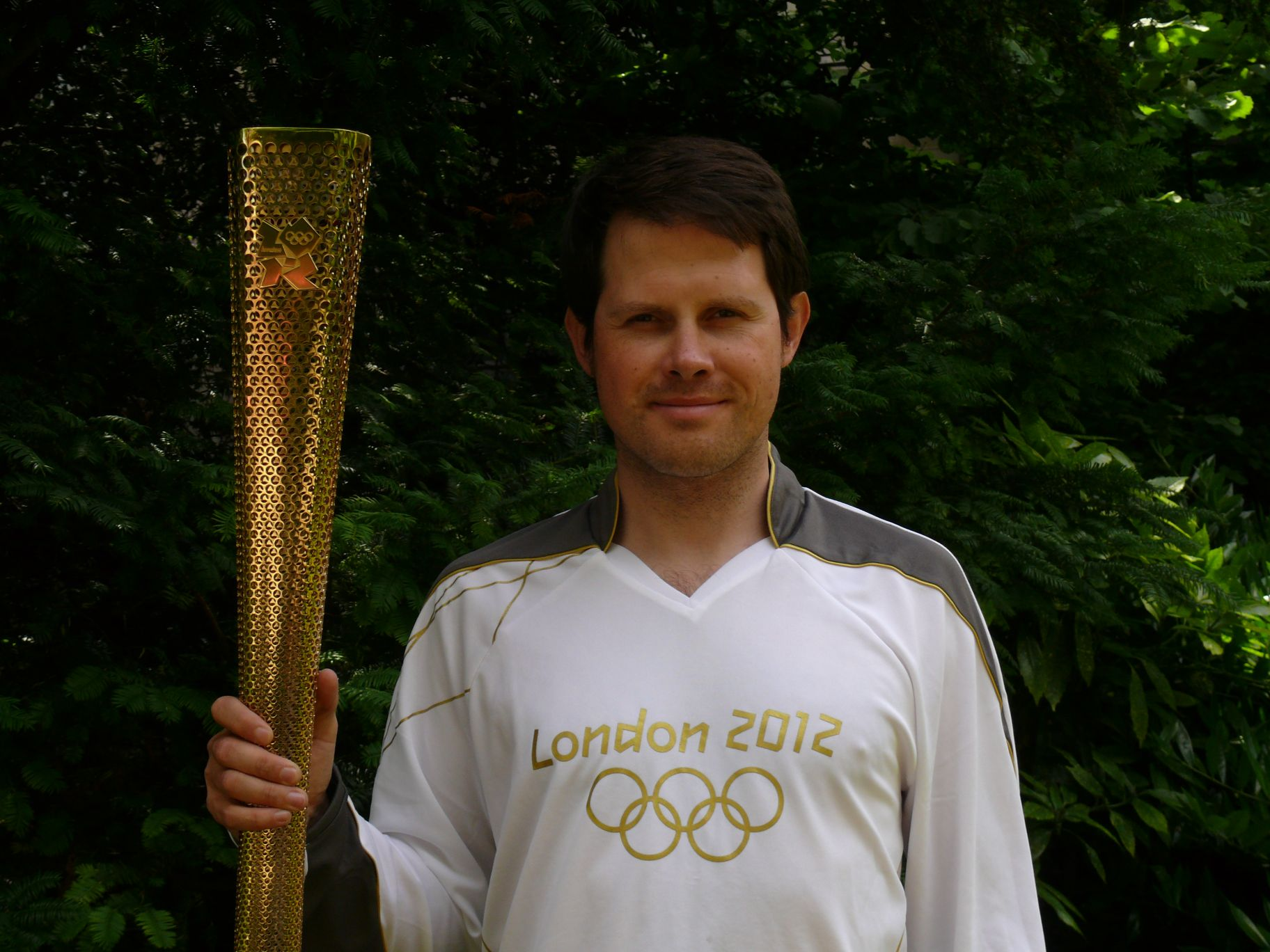
Louis-Philippe Loncke met de olympische fakkel

- Europese avonturier van het jaar 2016.[42][43][44][45]
- Ambassadeur voor de Jane Goodall's Roots & Shoots België sinds 2012.[46]
- Olympische fakkeldrager[47]